# کامرون گرگوری
کامرون گرگوری (انگلیسی: Cameron Gregory؛ زادهٔ ۲۰ ژانویهٔ ۲۰۰۰) بازیکن فوتبال اهل بریتانیا است.